# 오토 프리츠 마이어호프

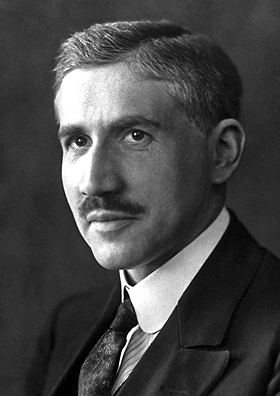
오토 프리츠 마이어호프

오토 프리츠 마이어호프(Otto Fritz Meyerhof, 1884년 ~ 1951년)는 독일·미국의 생리화학자이다. 정신병학을 공부하고 바르부르크의 영향으로 생리화학을 시작하여 나폴리의 임해 실험소에서 성게의 호흡에 대한 연구를 계속하였다. 1913년 킬대학 생리학 강사가 되어 근육의 물질 대사에 관한 연구를 하였다. 산소 소비와 근육의 젖산 대사와의 관계를 발견하여 1922년, 영국의 아치볼드 비비언 힐과 함께 노벨 생리학·의학상을 받았다. 해당 작용계(解糖作用系) 효소의 근육으로부터의 추출에 성공하고 해당 작용계의 주요한 반응을 시험관에서 재현하여 엠덴, 마이어호프, 펄너스 경로(經路)의 해명에 공헌했다. 1938년 나치에 의해서 독일에서 추방되어, 파리의 연구소에 2년 근무한 후 미국으로 건너가 펜실베이니아대학 교수가 되었다.